# مسلمون صرب

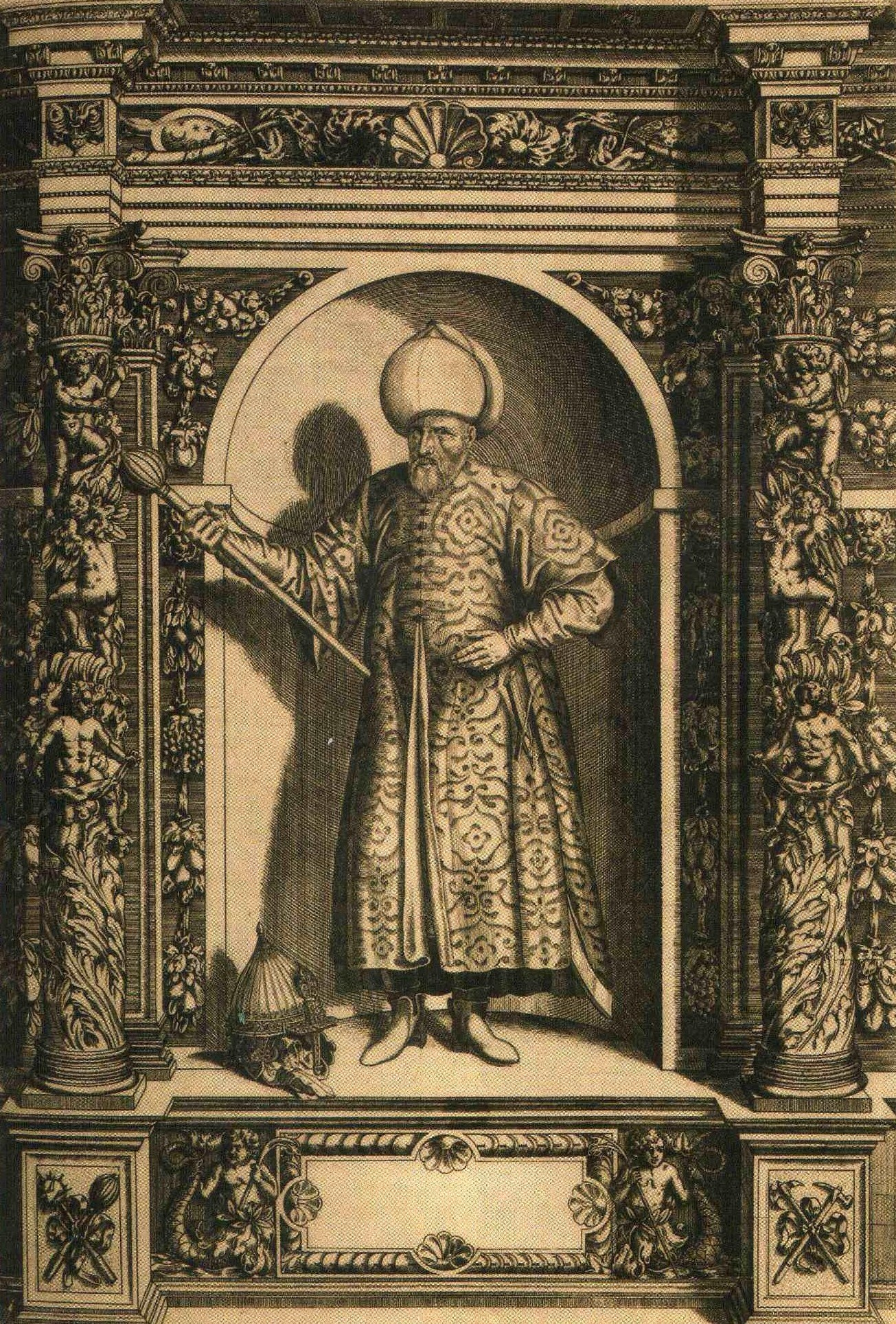
محمد باشا سوكولوفيتش (1506-1579)، الوزير الأكبر للإمبراطورية العثمانية (1565-1579)، صربي العرق بالميلاد.

مصطلح المسلمين الصرب ((بالصربية: Срби муслимани / Srbi muslimani)‏ يشير إلى المسلمين من العرقية الصربية.
هذا المصطلح يتحدث عن المسلمين من عرقية الصرب فلا ينبغي الخلط بينه وبين مصطلح المسلمين في صربيا الذي يشير بصفة عامة إلى جميع المسلمين في دولة صربيا، بغض النظر عن انتمائهم العرقي.

## استخدام المصطلح
المصطلح له عدة استخدامات خاصة:
- في الدراسات الدينية الإثنوغرافية والتاريخية والمقارنة، يتم استخدامه كتسمية للعائلات المسلمة ذات الأصول الصربية.
- وقد استخدم كتعريف ذاتي (Srbi-muhamedanci ، Srbi-muslimani) في يوغوسلافيا السابقة.
- يتم استخدامه في الدراسات التاريخية لتحديد هوية الشعب العثماني من أصل صربي.
- يتم استخدامه للسكان المسلمين في منطقة السنجق (صربيا).[1]
- وقد استخدمها تاريخيا من قبل القوميين الصرب للسكان المسلمين الناطقين بالسلافية في البوسنة والهرسك (البوشناق)، والسنجق (البوشناق والمسلمون حسب العرق)، وكوسوفو (البوشناق، والمسلمون حسب العرق والغوراني).

## التاريخ

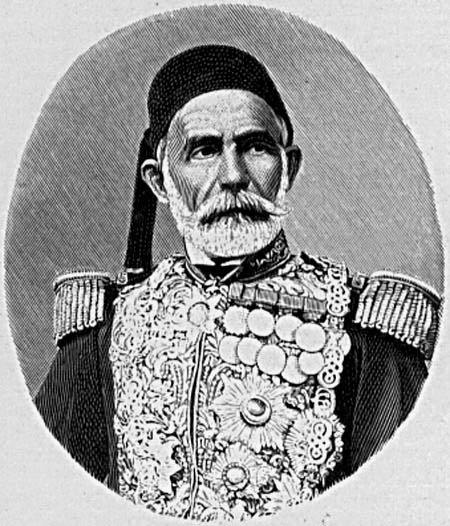
الجنرال العثماني ورجل الدولة عمر باشا لاتاس (1806-1871)، الذي كان من أصل صربي.

نظرًا لأن الصرب كانوا ولا يزالون، في الغالب مسيحيين أرثوذكسيين شرقيين، فإن أول لقاء تاريخي مهم مع الإسلام قد حدث في النصف الثاني من القرن الرابع عشر، وتميز بفتح الدولة العثمانية للأراضي الصربية (التي بدأت في عام 1371 وإلى بداية القرن السادس عشر). تميزت هذه الفترة بالموجة الأولى من دخول الصرب في الإسلام، حيث في بعض المناطق تركت أقلية كبيرة المسيحية وتحولت إلى الإسلام، عن طيب خاطرز وأبرز مسلم من أصل صربي كان محمد باشا سوكولوفيتش (1506-1579)، والوزير الكبير للإمبراطورية العثمانية (1565-1579)، الذي كان من أصل صربي، وكذلك عمر باشا لاتاس.

### مملكة يوغوسلافيا

#### غاجريت
كان غاجريت (المعروفة باسم الجمعية الثقافية للمسلمين الصرب بعد عام 1929) مجتمعًا ثقافيًا أنشئ في عام 1903 عزز الهوية الصربية بين المسلمين السلافيين في النمسا والمجر (البوسنة والهرسك اليوم).  نظرت المنظمة إلى أن المسلمين الصرب يفتقرون إلى الوعي العرقي.  ربما كان الرأي القائل بأن المسلمين في المنطقة هم أساساً صرب، وهي أقدم ثلاث نظريات عرقية بين المسلمين البوسنيين أنفسهم.  تم تفكيك الجمعية من قبل دولة كرواتيا المستقلة خلال الحرب العالمية الثانية. انضم بعض الأعضاء، من غير الشيوعيين، إلى الثوار اليوغوسلافيين أو تعاونوا معهم، بينما انضم آخرون إلى الشيتنيك.

#### الحرب العالمية الأولى
انضم المسلمون إلى الجيش الصربي في الحرب العالمية الأولى. وكان معظمهم من المسلمين الذين لديهم هوية صربية، ويعلنون أنهم من الصرب. وكان من بين الجنود البارزين أفدو حسن بيغوفيتش، وسوكريجا كورتوفيتش، وإبراهيم هادميروفيتش، وفهيم موساكاديتش، وحميد كوكيتش، ورشيد كورتاجيتش، الذين قاتلوا جميعًا كضباط متطوعين صرب في جبهة سالونيكا.

#### الحرب العالمية الثانية
خلال الحرب العالمية الثانية في يوغوسلافيا، انضم عدد قليل من المسلمين إلى التشيتنيك. تبنى هؤلاء هوية عرقية صربية. كان أبرزهم عصمت بوبوفاتش، الذي قاد المنظمة العسكرية الوطنية الإسلامية (Muslimanska narodna vojna organizacija ، MNVO). قرار MNVO ينص على أن "المسلمين هم جزء لا يتجزأ من الصرب. كما انضم المخضرم في الحرب العالمية الأولى فهيم موساكاديتش أيضًا إلى التشيتنيك.

### يوغوسلافيا الاتحادية

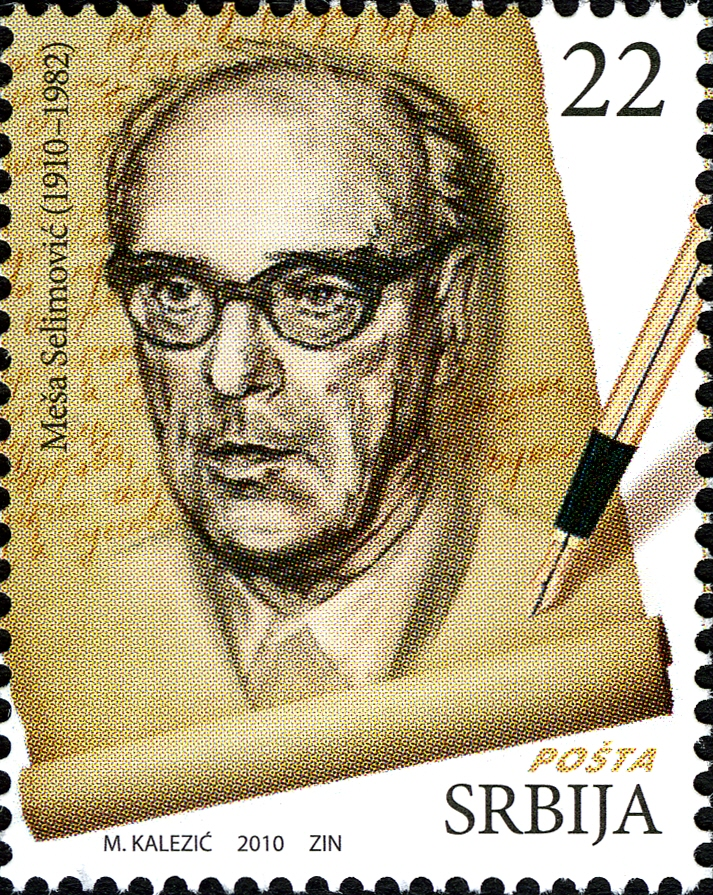
موسى سيليموفيتش ، الكاتب اليوغوسلافي أعلن أنه مسلم صربي.

في إحصاء عام 1948، سُمح للمسلمين في يوغوسلافيا بالإعلان عن «المسلمين الصرب» أو «المسلمين الكروات» أو «غير المحددين»،  الغالبية العظمى اختاروا الخيار غير محدد.
أعلن بعض المسلمين البارزين في يوغوسلافيا علانية أنهم صرب، مثل الكاتب ميسا سيليموفيتش. 

### الحروب اليوغوسلافية
أثناء المحادثات المبكرة لتقسيم البوسنة والهرسك، لاحظ إيوب غانييتش أن البوشناق «صرب مسلمون»، وعليه ينبغي أن ينضموا إلى الجانب الصربي، في وقت تحولت فيه قوات الدفاع الذاتي إلى تأييد الصرب ومواصلة الكفاح ضد الصرب الكروات. أشار المحلل السياسي يوشين هبلر في عام 1994 إلى أن «المسلمين هم في معظمهم من أصل صربي، وأقلية كرواتية، لكن هذا لم ينقذهم من ذبحهم من قِبل مجموعاتهم العرقية بسبب اختلافهم».
أصر القوميون الصرب عادة على أن المسلمين البوسنيين كانوا من الصرب الذين تخلوا عن عقيدتهم. يؤكد تأريخ الصرب على الأصل الصربي الأرثوذكسي للبوسنيين الذين يتم تصنيفهم على أنهم تخلوا عن تراثهم الديني العرقي بعد اعتناقهم الإسلام ثم إنكاره برفض قبول الهوية الصربية.  يصور التاريخ القومي الصربي الجزء الأكبر من المسلمين البوشناق على أنهم أحفاد أشخاص كانو يحملون أمراض عقلية أو كسالى أو عبيد أو جشعين أو سجناء أو لصوص أو منبوذين أو مهزومين اختاروا اتباع دين أعدائهم.

## التعدادات

### التعدادات الصربية
في إحصاء عام 2014 في صربيا، لأولئك الذين صنفوا أنفسهم أنهم من أصل صربي، أعلن 0.04 ٪ (2816) الإسلام دينهم. 

## مشاهير
- أفدو كارابيجيتش (1878-1908)، كاتب بوسني [18]
- عثمان شيكي (1879-1912)، كاتب بوسني
- محمد محمدباشيتش (1886-1943)، الثوري البوسني [19]
- مصطفى جولوبيك (1889-1941)، تشيتنيك [20]
- حسن ريباك، كاتب
- عصمت بوبوفاتش (توفي عام 1943)، الحرب العالمية الثانية تشيتنيك
- فهيم موسكاديتش (المتوفى عام 1943)، الجندي الصربي في الحرب العالمية الأولى والحرب العالمية الثانية تشيتنيك
- ميسا سليموفيتش (1910-1982)، كاتبة يوغسلافية
- أمير كوستوريكا (مواليد 1954)، مخرج صربي
- مصطفى ميجلوفيتش (مواليد 1972) معلق رياضة صرب البوسنة
- ميركو ميليسيفيتش (مواليد 1965) لاعب كرة سلة صربي